# Impasse Bourdin
L'impasse Bourdin est une voie située dans le quartier des Champs-Élysées du 8e arrondissement de Paris.

## Situation et accès
L'impasse Bourdin est desservie par les lignes 1 et 9 à la station Franklin D. Roosevelt.

## Origine du nom
Cette voie doit son nom à celui d'un propriétaire local,.

## Historique
Cette voie est ouverte au début du XIXe siècle sur le marais des Gourdes.